# Chrysolophus
Chrysolophus är ett släkte fåglar i familjen fasanfåglar inom ordningen hönsfåglar med endast två arter som förekommer i vilt tillstånd huvudsakligen i Kina:
- Guldfasan (C. pictus)
- Diamantfasan (C. amherstiae)